# فرمیگا
فرمیگا (به پرتغالی: Formiga) یک شهرداری در برزیل است که در میناز ژرایس واقع شده‌است. فرمیگا ۱٬۵۰۲ کیلومتر مربع مساحت و ۶۷٬۸۲۲ نفر جمعیت دارد و ۷۸۵ متر بالاتر از سطح دریا واقع شده‌است.